# Kuna (peuple)
 (juillet 2020).
Si vous disposez d'ouvrages ou d'articles de référence ou si vous connaissez des sites web de qualité traitant du thème abordé ici, merci de compléter l'article en donnant les références utiles à sa vérifiabilité et en les liant à la section « Notes et références ».
 (octobre 2023).
Pour les articles homonymes, voir Kuna.

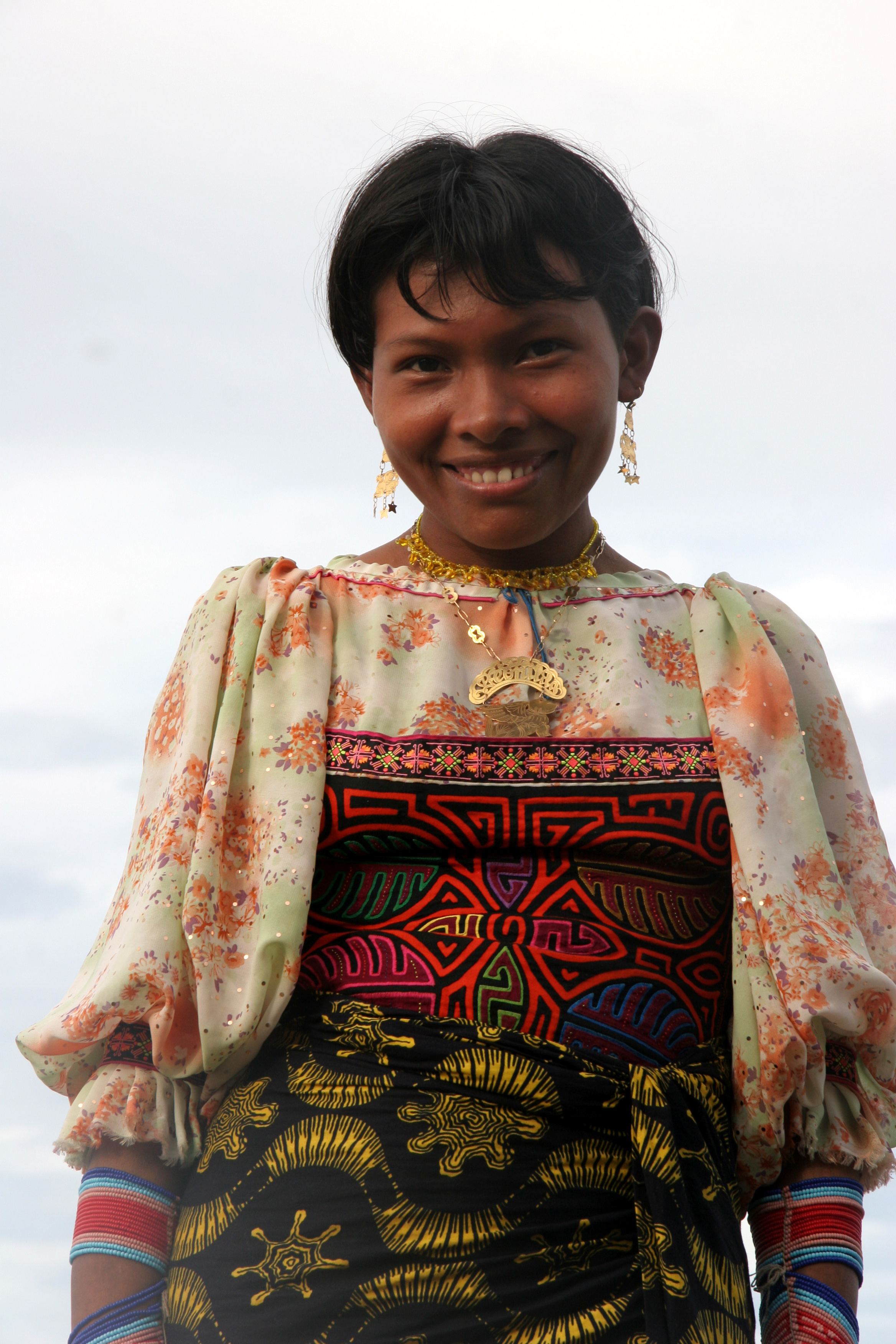
Une jeune femme Kuna

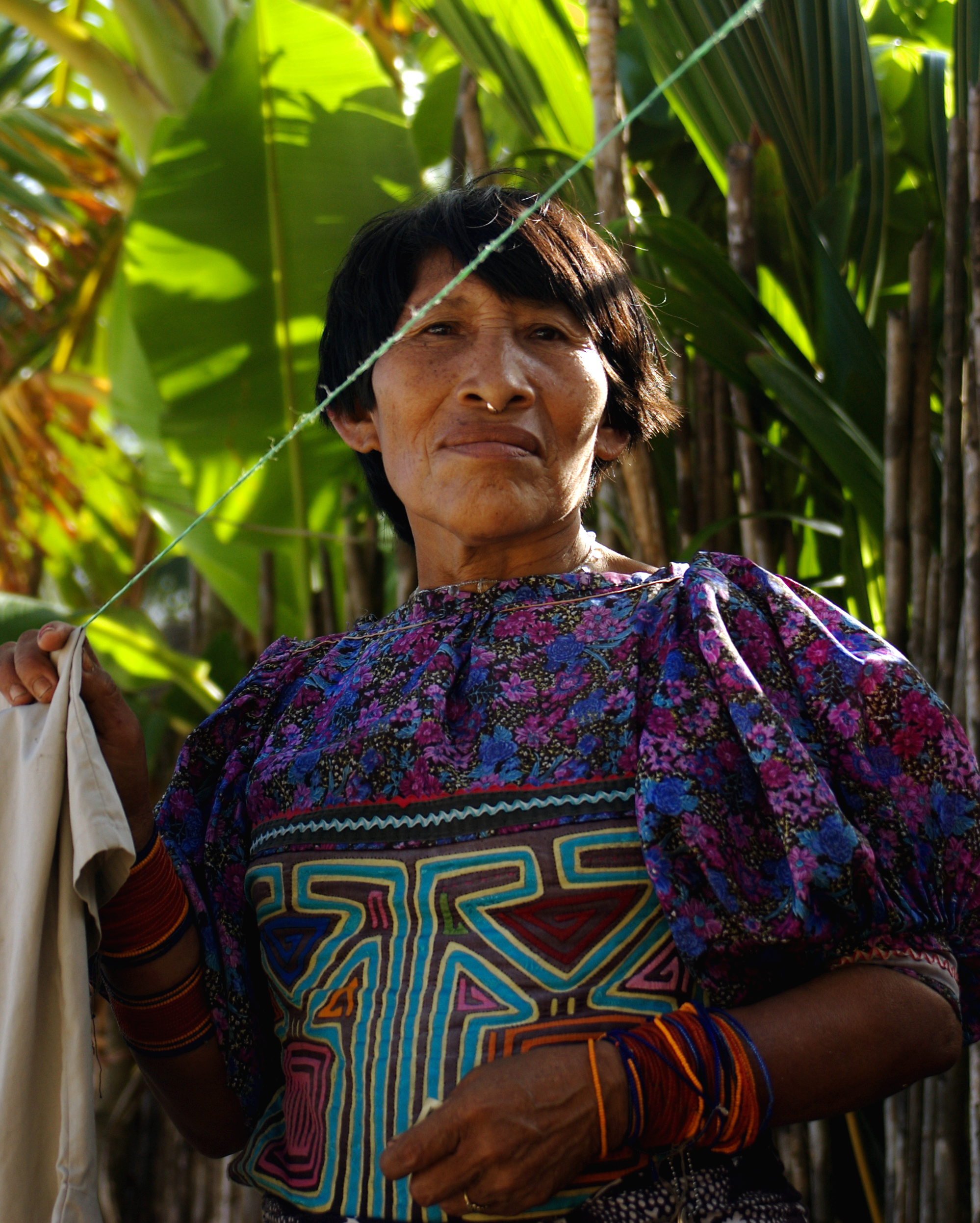
Une femme Kuna portant son Mola se tient à côté d'une corde à linge dans Kuna Yala au Panama.

Les Kunas, Cunas ou Gunas sont un groupe ethnique amérindien du Panama et du nord de la Colombie bénéficiant d'un régime d'autonomie territoriale (comarcas). Très présents dans la capitale et la partie continentale du Panama, ils peuplent également l'archipel de San Blas et les régions frontalières de Colombie. Ils sont environ 50 000.
Le terme Kuna de Abya Yala (« Terre généreuse »), commence à être utilisé par les leaders et les congrès des peuples indigènes d'Amérique pour désigner le continent américain.

## Histoire
Les premières expéditions espagnoles de conquête du continent américain sont menées par Alonso de Ojeda et par Vasco Nunez de Balboa. De 1500 à 1501, ils parcourent la côte colombienne de la mer des Caraïbes et le Golfe de Uraba. Ils s’y installent pendant un certain temps, et c'est là-bas qu'ils entrent en contact avec les Indigènes de Kuna.
Il existe un large consensus par rapport aux migrations des Kunas depuis la province de Darien (Est de Panama) et du Nord de la Colombie jusqu'à l'archipel de Guna yala[réf. nécessaire]. Ces migrations sont la cause des guerres entre les Kunas et leurs ennemis les Catios (es), mais également (et surtout), elles sont dues aux conquêtes espagnoles.

## Situation économique et politique en 1967[2]
Les Kunas des îles San Blas sont une vingtaine de milliers, disposant de la citoyenneté panaméenne. Lors de la sécession du Panama en 1903, leur système politique est traditionnel, de type tribal avec différents chefs dans chaque île. Ils ont réussi leur passage à un système politique de type occidental en créant une confédération constitutionnelle, reconnue comme territoire à autonomie interne avec statut spécial par les lois panaméennes. Les institutions locales ont été étendues de telle sorte qu’elles remplissent des fonctions de contact et de développement (construction publique, transport, vente au détail, parfois même fourniture d’électricité), et elles contrôlent en outre l’enseignement dans les villages (le réseau est national-officiel, mais les enseignants sont kunas et, la première année, la langue cuna est utilisée).
Cependant, les pratiques traditionnelles sont restées très conservatrices : la base de l’organisation du ménage reste la famille matrilocale, les équipes de travail se font entre beaux-pères et beaux-fils, et l’habillement féminin comporte encore des anneaux nasaux par exemple. Les rapports avec la République de Panama peuvent être décrits comme des rapports de suzeraineté ; c'est le résultat d’un processus de compétition politique et économique, notamment la contrebande de noix de coco avec la Colombie, qui constitue la principale activité économique avec le trafic de drogue, l'archipel de San Blas étant un point de passage de la drogue issue de Colombie principalement.
Selon Regina Holloman, ce système doit sa stabilité très forte grâce à l’altération importante dans l’organisation sociale opérée par des décisions conscientes du leadership en vue de promouvoir l’évolution socio-culturelle du groupe. Elle voit cinq raisons principales du succès de la réadaptation des Kunas : 
- la capacité du système de fournir une information appropriée aux prises de décision des dirigeants
- le caractère approprié des décisions prises
- la capacité des dirigeants à engendrer le soutien pour les décisions d’innover
- le succès dans le rétablissement de l’autonomie politique et économique, qui a rendu possible la réalisation des décisions prises
- l’apparition d’emplois de « classe moyenne », mais pas de style de vie « middle class » (cf. maintien de la matrilocalité).

Drapeau de la révolution Kuna. La svastika n'est pas liée à la symbolique nazie.

L’économie des Kunas est traditionnelle, mais pas « de subsistance ». Ils cultivent et commercialisent la noix de coco. Avant 1925 (début de l’autonomie interne par le Traité de Porvenir), quelques compagnies américaines et panaméennes avaient introduit des plantations de fruits et de caoutchouc qui ont par la suite été récupérées par les Kunas. Le système d’héritage bilatéral a évité la constitution de groupes de paysans sans terres.
Obtenu après une révolte des Kunas en 1925, le Traité de Porvenir a été modifié en 1954 lorsque le gouvernement panaméen a donné à l'archipel de San Blas le statut de réserve (comarca) incluant, outre l’autonomie, leur intégrité territoriale. La constitution du système confédéral régional a été rédigée en 1945 sous l’impulsion du chef Nele Kantule. Elle comporte trois points principaux :
- la protection du commerce des noix de coco ;
- la réaffirmation de l’autorité des chefs ;
- le soutien à l’autorité des beaux-pères et au mariage matrilocal.

Ceci montre bien que les leaders de ce nouveau système étaient en fait les leaders traditionnels. En outre, Nele a introduit un système de coopératives volontaires (sociedades), réunissant à la fois les traditionalistes et les jeunes plus éduqués (agriculture, magasins, bateaux), des comités urbains, un système de travail communautaire et un réseau commercial de gros et de détail. La société kuna présente donc un compromis entre la « modernité » et la « tradition », ce qui a par exemple permis d’éviter des disparités dues aux inégalités sociales, en décourageant la création d’entreprises de type capitaliste basées sur la recherche du profit individuel, et en obligeant tous les individus à produire eux-mêmes leur nourriture (y compris les enseignants), ce qui a retardé l’apparition d’un style de vie de « classe moyenne » détaché de l’agriculture de subsistance. Cependant, des problèmes commençaient à surgir en 1967 (date de l’enquête), notamment la délinquance juvénile (marijuana, vols).
Regina Holloman conclut en soulignant les points essentiels qui caractérisent la situation exceptionnelle en Amérique latine des Kunas de l'archipel de San Blas : 
- système d’incorporation politique et économique incomplète (suzeraineté) ;
- stabilité de la frontière ethnique Cunas-Panaméens réglée par le contrôle de l’accès aux ressources politiques et économiques ;
- maintien de la société kuna par ses structures internes avec récompense du soutien des membres du système ethnique et contrôle des comportements déviants induits par le changement.

Le système durera donc tant que les traditionalistes et les modernistes y trouveront leur compte. Regina Holloman y voit un démenti aux prédictions des anthropologues et sociologues marxistes, de défection des nouvelles élites. En fait, il convient de signaler que l’isolement insulaire des Kunas, ainsi que le système de « passeports », obligatoires pour aller d’une île à l’autre, ont constitué un frein à ces défections. Elle évoque également la possibilité de problèmes ultérieurs dus à des facteurs externes : la politique colombienne vis-à-vis du commerce des noix de coco, la politique panaméenne vis-à-vis des Kunas, le développement de l’industrie touristique et la dynamique de la population.

## Langue
La langue kuna est une langue de la famille chibcha, parlée par environ 60 000 personnes. Le nom de la langue en kuna est le dulegaya, ce qui signifie « la langue du peuple guna ». Le dulegaya est utilisé couramment dans les contrées de peuplement Kuna. C'est la langue maternelle d'une grande partie des enfants. Elle jouit d'une forte vitalité et possède de grandes perspectives d'évolution. Le castillan est aussi utilisé, surtout dans l'éducation et les documents écrits.
Le nom donné à leur territoire du Darién historique par les Cunas, Abya Yala (« Terre généreuse »), a été proposé par le leader aymara Takir Mamani et adopté en 1992 comme nom du continent américain pour tous les peuples indigènes d'Amérique, en lieu et place de la référence au navigateur florentin Amerigo Vespucci. Les rencontres amérindiennes de 2004 à Quito et de 2007 à Iximché ont ainsi chacune été nommées « Sommet continental des peuples et nationalités indigènes d'Abya Yala ». 

## Culture
Si l'on évoque l'origine de la danse et de la musique Kuna, il est indispensable de mentionner un élément de la culture Kuna: Olowa música Kuna.
Le peuple Kuna vient d'un lieu nommé : Kuligun Yala ou la musique et la danse furent développées dans leur splendeur sur les rivages du fleuve Kuligun Yala.
Les habitants de ce lieu étaient connus pour être cultivateurs de la terre mère et pour leur connaissance des montagnes, des fleuves et rivières. Ils apprenaient les bruits et les danses de différentes espèces d'oiseaux. Ils déchiffraient les cris des animaux, les frémissements des ruches et les crissements des criquets.
Il est essentiel de noter que, selon la tradition, les ancêtres se disaient les connaisseurs de danse d'Ibeorgun. Ce dernier était un grand chef de la culture Kuna, il a apporté avec lui douze traités de différentes connaissances Kuna et également douze sortes de flûtes tels que; Kammu et Kortikit, et Barbat, Urwa Kammu et plus tard avec le temps, d'autres types de danses. Le développement des instruments musicaux Kuna fut au fil des années la raison de la grande créativité des connaisseurs de la culture musicale Kuna.